# Gustavo Gómez López
Gustavo Adolfo Gómez López (Caracas, Venezuela, 7 de enero de 1951) es un abogado, banquero y empresario venezolano.
Fundador del despacho de abogados Gómez López & Asociados, fue presidente del Banco Latino y su grupo de empresas hasta 1994. Actualmente, ejerce su profesión y es miembro de las juntas directivas de varios medios de comunicación y empresas aseguradoras.

## Biografía
Gustavo Gómez López nació el 7 de enero de 1951 en la Parroquia El Recreo, en Caracas. Es el menor de los ocho hijos de Rubén Darío Gómez Rodríguez, oriundo de Upata, estado Bolívar, y de Agustina Soledad López Alberti, nacida en Barcelona, España e hija de la actriz Sol de Moncada. Cursó estudios de Derecho en la Universidad Católica Andrés Bello, en Caracas, y obtuvo su título en 1974.
Tiene un hijo llamado Gustavo Ignacio Gómez Gómez. En 1982, contrajo matrimonio con Claudia Febres Cordero Salóm.

## Actividad Profesional
Durante su vida universitaria, Gómez López fue representante estudiantil ante el Consejo de la Facultad de Derecho y el Consejo Universitario. Comenzó su carrera en el sector financiero y de seguros bajo la tutela de su hermano Rubén Gómez López, Superintendente de Seguros y Reaseguros en la década de los 70. Se formó en Seguros Ávila y la General de Seguros.
En 1973, participó en la campaña electoral presidencial como jefe de la juventud del Movimiento Desarrollista liderado por Pedro R. Tinoco, hijo. En 1974, ingresó al área legal del Banco de Venezuela presidido por Carmelo Lauría Lesseur. En 1976, ejerció la consultoría jurídica de CORPOINDUSTRIA, un ente financiero gubernamental.
En 1977, ingresó al Banco Latinoamericano de Venezuela SUDAMERIS, posteriormente Banco Latino C.A., presidido por Pedro R. Tinoco, hijo. Gómez López fundó y fue el primer presidente de la Arrendadora Latino (sociedad de arrendamiento financiero) y promovió la creación de Latino de Seguros. También fue presidente del Banco Hipotecario de Occidente y en septiembre de 1992, siendo propuesto por Pedro R. Tinoco, fue elegido presidente del Banco Latino por la Asamblea de Accionistas.
Durante su gestión como vicepresidente del Banco Latino, en coordinación con la Cámara Petrolera de Venezuela y las operadoras Lagoven y Maraven, creó programas novedosos de financiamiento para contratistas nacionales e internacionales. Para 1992, el Banco Latino era el banco con mayor penetración en la industria tanto en transacciones ordinarias como en fideicomisos de prestaciones sociales. Bajo un programa de taquillas bancarias, se instalaron facilidades en los principales campos petroleros, empresas del Estado, grandes empresas corporativas, el edificio sede de PDVSA (Petróleos de Venezuela) y embajadas, incluyendo la Embajada de los Estados Unidos de Norteamérica.
Gómez López también fue promotor del Banco Latino de Colombia, de la Société Financière de Bastión en Ginebra, Suiza, y presidente del Banco Latino de Miami y del Banco Latino de Curazao.
En noviembre de 1993, el World Economic Forum lo seleccionó como uno de los Global Leaders for Tomorrow.
Para diciembre de 1994, el Banco Latino era el primer receptor de depósitos de ahorro, el segundo en depósitos totales, y el Grupo Latino configuraba el conglomerado más grande del sector financiero nacional.

## La Crisis Financiera de 1994
La crisis financiera de 1994 en Venezuela fue un evento crítico que afectó gravemente al sistema financiero del país. Bajo una intensa presión política y una prolongada campaña de rumores, el Banco Latino experimentó una salida masiva de depósitos. En un intento por calmar la situación, Gustavo Gómez López renunció a la presidencia del banco en noviembre de 1993.
En diciembre de 1993, Rafael Caldera fue electo presidente de Venezuela. Poco después, el 16 de enero de 1994, el Banco Latino fue intervenido por el gobierno provisional presidido por Ramón J. Velásquez, y cerrado al público durante más de 80 días. Esta intervención fue producto de un severo quebranto económico de larga data que afectaba a gran parte del sistema financiero, la negativa de auxilios financieros estatales y las tensiones políticas reinantes.
El Banco Latino fue el único banco al que se le negó el auxilio financiero en 1994. Como resultado de esta decisión del Banco Central de Venezuela, sobrevino la mayor crisis financiera en la historia del país. A raíz de la crisis, Gómez López y su esposa Claudia Febres Cordero enfrentaron múltiples acusaciones en Venezuela, Curazao y Miami. Entre los cargos imputados en Venezuela se incluían:
- Aprobación dolosa de crédito a empresas relacionadas.

- Emisión de documentos con intención de ocultar desfalcos.

- Elaboración, suscripción y publicación de estados financieros inexactos.

- Aprovechamiento fraudulento o distracción de fondos públicos continuado.

- Actos violatorios de las obligaciones del fiduciario.

- Elaboración, suscripción, autorización, certificación, presentación o publicación de balances y estados financieros falsos.

- Agavillamiento.

- Estafa en grado de continuidad.

- Porte ilícito de arma de guerra.

En los tribunales de Curazao, fueron demandados por US$ 1.000.000.000, la demanda más grande en la historia de la isla. En la Corte Federal de Miami, Florida, se inició una acción judicial bajo el RICO Act (Racketeer Influenced and Corrupt Organizations Act), acusándolos de fraude masivo, malversación de fondos, violación de deberes fiduciarios, entre otros cargos.
Estas acciones fueron ampliamente publicitadas en Venezuela y el mundo, y la Junta Interventora designada por el presidente Rafael Caldera contrató una agencia de publicidad norteamericana para tales fines. Sin embargo, tras más de siete años de intensos litigios que costaron millones de dólares al tesoro de Venezuela, Gómez López y su esposa ganaron todos los juicios en las diversas jurisdicciones, demostrando su inocencia en Venezuela, Estados Unidos y Curazao.
Luego de demostrar su inocencia, iniciaron procedimientos sancionatorios en la justicia norteamericana contra FOGADE y sus abogados bajo la Regla 11 (Rule 11) y por Persecución Maliciosa (Malicious Prosecution). En ambos casos, obtuvieron resultados favorables, incluyendo acuerdos de indemnización confidenciales.
El Banco Latino Internacional es el único EDGE Act Bank en la historia financiera del Estado de Florida que emergió del Chapter 11 solicitado voluntariamente en 1994 para protegerse de una corrida de depósitos. El BLI pagó al 100% a todos sus depositantes y acreedores.
Según el análisis técnico financiero contenido en el libro "Anatomía de una Muerte Inducida" del economista y exministro de Hacienda de Venezuela Pedro Rosas Bravo, el Estado venezolano recuperó el 100% de los recursos invertidos por FOGADE en la intervención, gracias a los propios activos del grupo financiero.

## Reconocimientos y premios
A lo largo de su carrera, Gómez López ha recibido diferentes reconocimientos, tanto a nivel regional como a nivel nacional e internacional, incluyendo:

### Regionales
• Orden 16 de Septiembre, Primera Clase (11 de septiembre de 1982).
• Orden Doctor Tulio Febres Cordero, Primera Clase (31 de mayo de 1991).
• Orden José Félix Ribas, Primera Clase (17 de febrero de 1992).
• Orden Ciudad de Mérida (agosto 1992).
• Orden José Tadeo Monagas (noviembre 1992).

### Nacionales
• Orden al Mérito del Trabajo, Segunda y Primera Clase.
• Orden Francisco de Miranda, Segunda (1987) y Primera Clase (1990).
• Cruz del Tránsito Terrestre (1 de julio de 1988).

### Internacionales
• Llave de la Ciudad de Miami (15 de julio de 1993).
• Llave de la Ciudad de Coral Gables (julio 1993).

### Gremios
• Miembro Asociado Sociedad de Ciencias Naturales La Salle (3 de diciembre de 1990).